# Arp 147
Arp 147 (còn được gọi là IC 298) là một cặp thiên hà vòng tương tác. Nó nằm cách Trái Đất khoảng từ 430 triệu đến 440 triệu năm ánh sáng trong chòm sao Kình Ngư và dường như không phải là một phần của bất kỳ nhóm thiên hà quan trọng nào. Hệ thiên hà này được phát hiện lần đầu tiên bởi Stephane Javelle vào năm 1893 và được liệt kê trong Tập bản đồ các thiên hà kì lạ.
Hệ thiên hà này được hình thành khi một thiên hà xoắn ốc (bên phải ảnh) va chạm với một thiên hà hình elip (bên trái ảnh). Vụ va chạm này bắt đầu cách đây khoảng 40 triệu năm và đã tạo ra một làn sóng sản sinh sao mở rộng (được biểu thị bằng màu xanh sáng) di chuyển với tốc độ hiệu dụng là ≳100 km s −1. Thời kỳ hình thành sao khắc nghiệt nhất được ước tính đã kết thúc cách đây 15 triệu năm và khi các ngôi sao trẻ, siêu nóng chết (như siêu tân tinh phát nổ), chúng để lại các ngôi sao neutron và lỗ đen.
Thiên hà bên phải có đường kính 30 ngàn năm ánh sáng và cách thiên hà còn lại 21 ngàn năm ánh sáng.:3 Cả hệ thiên hà này kéo dài khoảng 115.000 năm ánh sáng.
Vào tháng 9 năm 2008, bộ phận xử lý dữ liệu chính của Hubble bị lỗi. Sau khi sự cố được khắc phục, Máy ảnh Hành tinh Trường rộng 2 của kính thiên văn đã nhắm vào Arp 147 và chất lượng hình ảnh đã đảm bảo được rằng Hubble đang hoạt động bình thường.

## Vòng chính
Vòng chính của cặp thiên hà này chứa 9 nguồn tia X sáng là các lỗ đen, mỗi nguồn có khối lượng gấp 10–20 lần khối lượng Mặt trời. Sự mở rộng từ cạnh này sang cạnh khác của vòng là 225 ± 8 km/s và có rất ít vòng quay được nhìn thấy (47 ± 8 km/s). :6
Tốc độ hình thành sao của nó mỗi năm xấp xỉ 4,68 lần khối lượng Mặt Trời.:7 Phần phình ra màu đỏ trong vòng chính được cho là hạt nhân thiên hà ban đầu của thiên hà sơ cấp:1 và chiếm 30–50% tổng khối lượng của thiên hà.:9

## Thiên hà nhỏ hơn
Thiên hà đồng hành nhỏ hơn (phía bên trái) cũng chứa nguồn tia X có thể là một lỗ đen được nuôi dưỡng kém.